# Cheng Xuanying
Cheng Xuanying (chinesisch 成玄英, Pinyin Chéng Xuányīng, W.-G. Ch'eng Hsüan-ying; bl. 631–655) war ein daoistischer Mönch (der es bis zum „Xihua-Meister“ 西华法师 brachte) und Hauptvertreter der „Schule des Doppelten Myteriums“ (Chongxuan) der Taizong- und Gaozong-Perioden der frühen Tang-Dynastie. Er ist durch seine Kommentare des Daodejing und Zhuangzi (= Nanhua zhenjing) hervorgetreten.

## Zhuangzi-Kommentar
Von ihm stammt einer der bedeutendsten älteren Zhuangzi-Kommentare, der Subkommentar (shu 疏), der wegen seiner konzisen Erklärungen und neuen phonetischen Glossen wertvoll ist. Die Anmerkungen stellen eine Erweiterung und Überprüfung des Kommentars von Guo Xiang dar – mit dem der Text immer zusammen überliefert wurde. Der Kommentar ist im Daoistischen Kanon enthalten.

## Ausgaben
- Zhuangzi shu 庄子疏 (d. i. Nanhua zhenjing zhushu 南华真经注疏/南華真經註疏), 30 juan (DZ 745).
- Tang Xihua fashi Cheng Xuanying 唐西华法师成玄英: Nanhua zhenjing zhushu 南华真经注疏 (Guyi congshu 古逸丛书)